# Templo de Mut (Gebel Barkal)

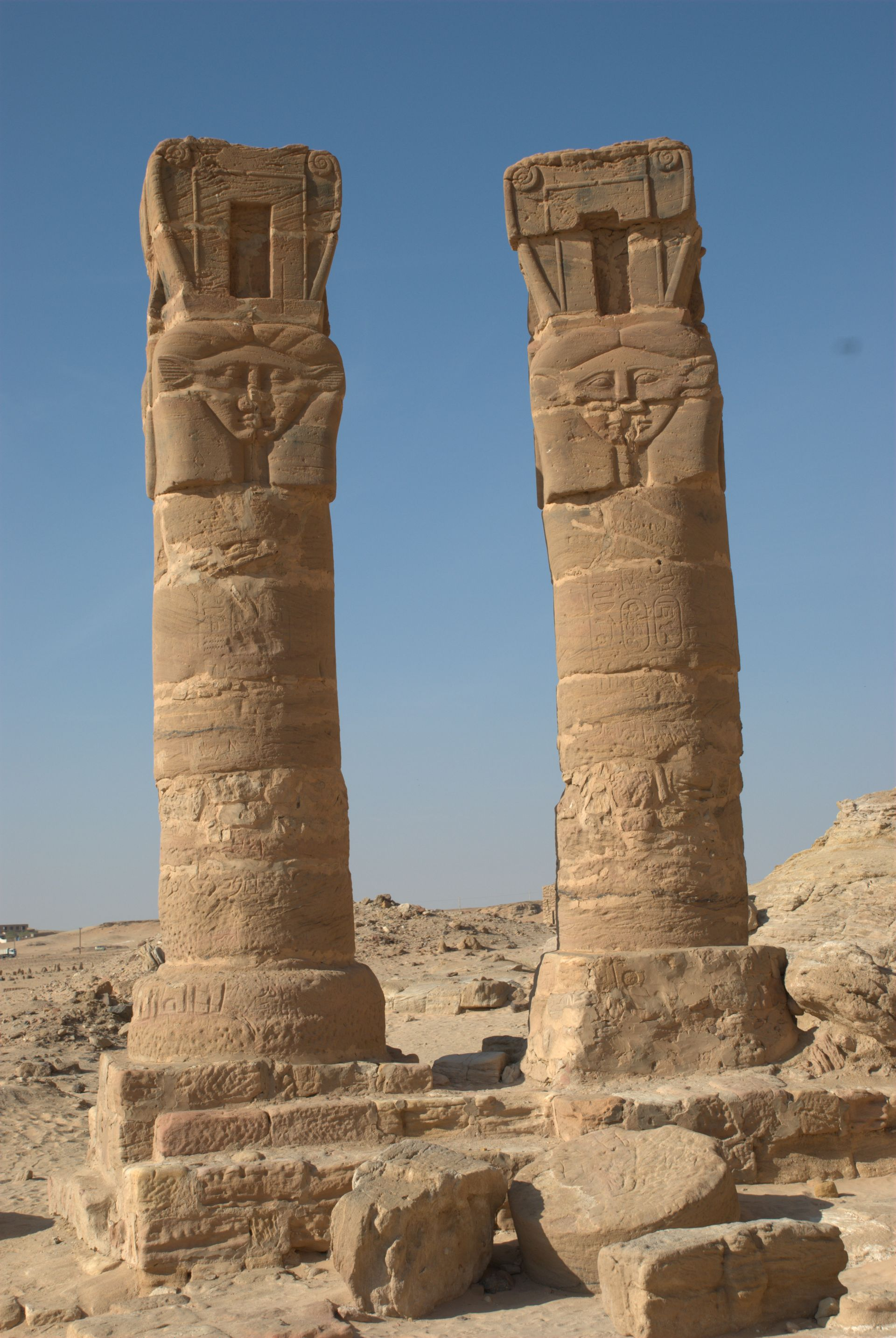
Columnas con capiteles de la diosa Hathor con cabeza en forma de sistro

El Templo de Mut, también llamado templo B300, es un templo en Gebel Barkal, cerca de Karima, en el Estado Norte de Sudán. El templo, parcialmente excavado en la roca (hemispeos), fue construido al lado oeste del pináculo del Gebel Barkal, desde donde dicho pináculo asumió para los egipcios la forma de un Uraeus llevando la corona Blanca del Alto Egipto. Dedicado a la diosa Mut, esposa de Amón, el templo fue erigido por el faraón Taharqa en los años 680 AEC, una época en la que gobernaba el Alto y Bajo Egipto.

## Historia

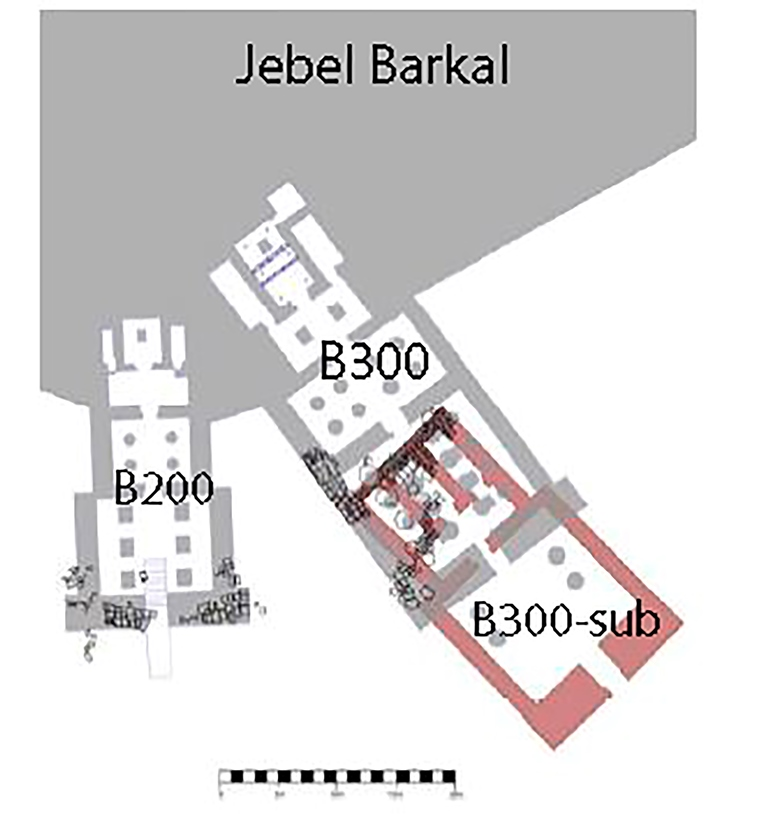
Plano del templo de Mut

Restaurando una estructura abandonada por los faraones del Imperio Nuevo de Egipto, llamada B300-sub, Taharqa construyó un templo exterior de mampostería de piedra tallada que incluía quiosco, pilono, pilares de Bes, columnas con capiteles de la diosa Hathor con cabeza en forma de sistro y cinco cámaras pintadas en la base rocosa para honrar a la diosa Mut, de la que creían los egipcios que moraba junto con el dios estado Amón dentro de Gebel Barkal. De la estructura exterior sólo sobreviven dos de las columnas de Hathor, pero las cámaras excavadas en la roca están en buen estado y fueron restauradas entre 2015 y 2018.

## Descripción delspeos
Las cámaras contienen pinturas bien restauradas con representaciones de Amón, Taharqa y Mut con cabeza de león o de hombre. Las pinturas van acompañadas de inscripciones jeroglíficas, donde Taharqa dice que encontró un “humilde” templo construido por los "antepasados" y lo reconstruyó como "obra espléndida". Las figuras están pintadas en caolín ocre y blanco sobre un fondo pintado de azul egipcio. Aludiendo al mito del Ojo de Ra, las diosas representadas en el Templo de Mut desempeñaron un papel importante tanto en el mito del origen divino del rey como en las ceremonias de la coronación real.

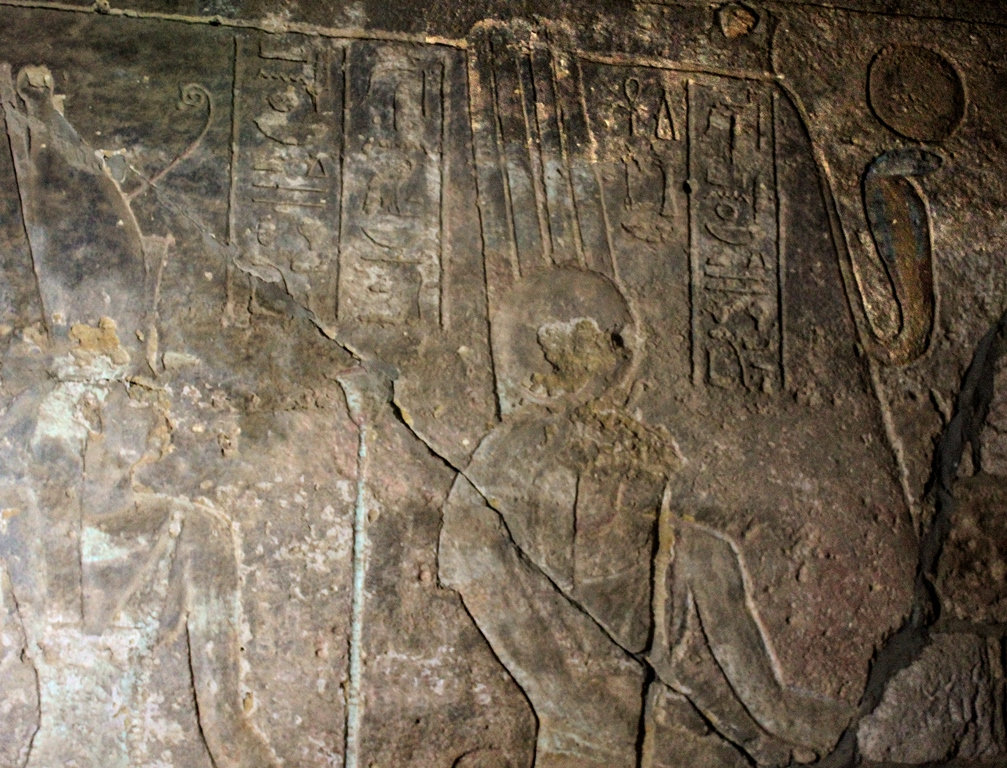
Mut acompañando a Amón con el uraeus coronado por un disco
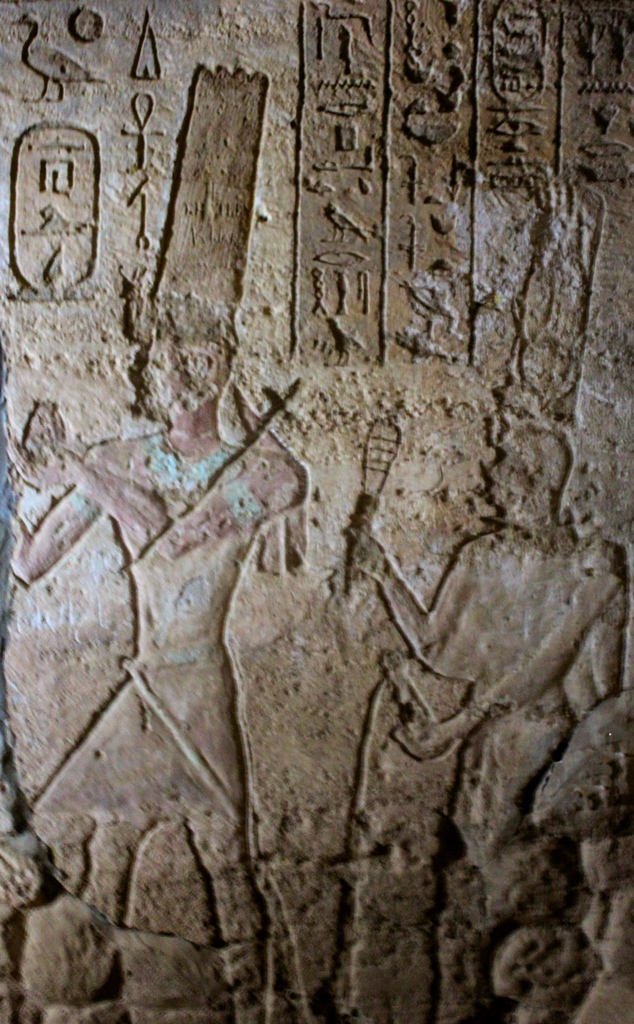
Taharqa, seguido por la reina Takahatenamun llevando un sistro
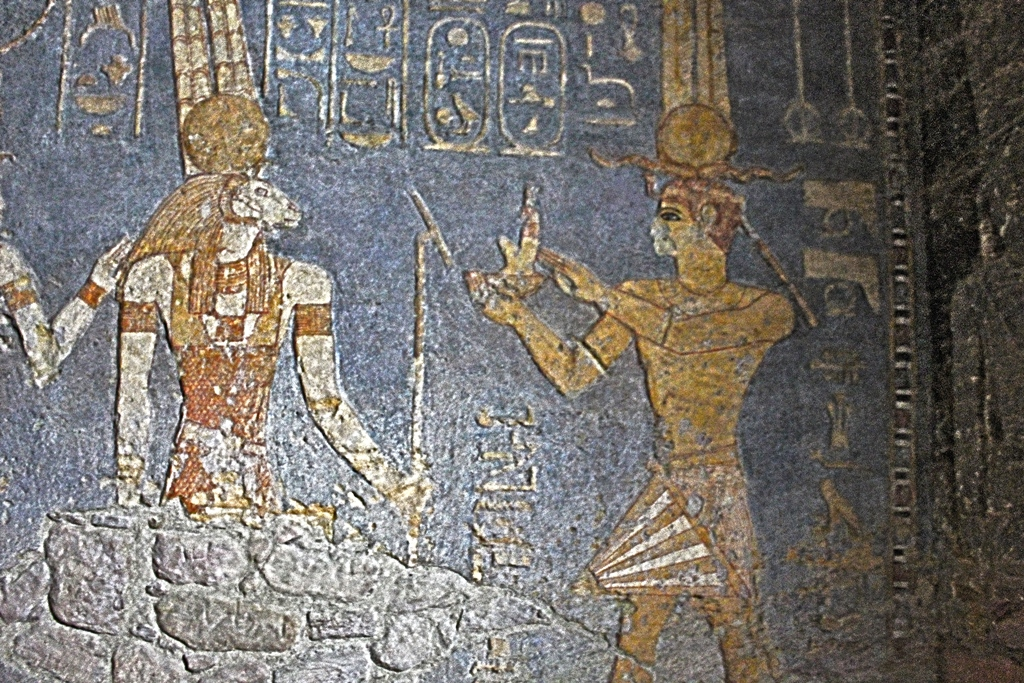
Amón de cabeza de león con Taharqa